# Sandi Simcha DuBowski

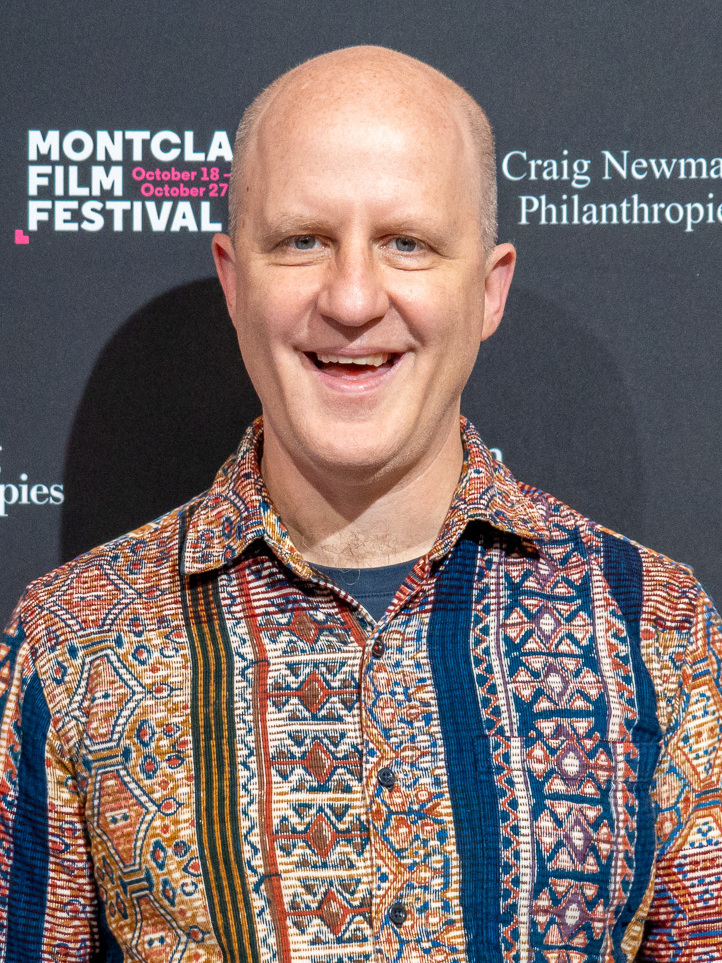
Sandi Simcha DuBowski (2024)

Sandi Simcha DuBowski (* 16. September 1970 in Brooklyn) ist ein US-amerikanischer Regisseur und Filmproduzent.

## Leben
DuBowski wurde in Brooklyn 1970 geboren. Er wuchs im Konservativen Judentum auf. Nach seiner Schulausbildung besuchte DuBowski die Harvard University, wo er mit magna cum laude sein Studium abschloss.
Bekannt ist er für seine Arbeiten auf dem Gebiet Homosexualität und Religion. DuBowski drehte 2001 den Dokumentarfilm Zittern im Angesicht des Herrn und produzierte 2007 den Dokumentarfilm Ein Dschihad für die Liebe von Parvez Sharma.
Er lebt und arbeitet in New York City.

## Filmografie
- 1994: Tomboychik (Kurzfilm) – Regie, Produktion, Kamera, Schnitt, Schauspieler
- 1996: Missionaries Form Militias Unholy Alliance – Regie
- 2001: Zittern im Angesicht des Herrn (Trembling Before G-d) (Dokumentarfilm) – Regie, Produktion
- 2007: Ein Dschihad für die Liebe (A Jihad for Love) – Produktion
- 2024: Sabbath Queen (Dokumentarfilm) – Regie, Drehbuch, Produktion

## Auszeichnungen
- 2001: Teddy Award bei der Berlinale für Trembling Before G-d
- 2001: Publikumspreis beim Seattle Lesbian & Gay Film Festival für Trembling Before G-d
- 2001: Hauptpreis der Jury beim Sundance Film Festival für Trembling Before G-d
- 2002: Truer Than Fiction Award beim Independent Spirit Award für Trembling Before G-d